# Атиф, Манзур Хуссейн
Манзур Хуссейн Атиф (англ. Manzoor Hussain Atif, урду ایم ایچ عاطف‎, 4 сентября 1928, Гуджрат, Британская Индия — 8 декабря 2008, Исламабад, Пакистан) — пакистанский хоккеист (хоккей на траве), защитник, тренер, хоккейный функционер. Олимпийский чемпион 1960 года, серебряный призёр летних Олимпийских игр 1956 и 1964 годов.

## Биография
Манзур Хуссейн Атиф родился 4 сентября 1928 года в индийском городе Гуджрат (сейчас в Пакистане).
Служил в пакистанской армии, где прошёл путь от солдата до бригадира.
В 1952 году вошёл в состав сборной Пакистана по хоккею на траве на Олимпийских играх в Хельсинки, занявшей 4-е место. Играл на позиции защитника, провёл 3 матча, мячей не забивал.
В 1956 году вошёл в состав сборной Пакистана по хоккею на траве на Олимпийских играх в Мельбурне и завоевал серебряную медаль. Играл на позиции защитника, провёл 4 матча, забил 1 мяч в ворота сборной Великобритании.
В 1960 году вошёл в состав сборной Пакистана по хоккею на траве на Олимпийских играх в Риме и завоевал золотую медаль. Играл на позиции защитника, провёл 6 матчей, забил 1 мяч в ворота сборной Испании.
В 1962 году в составе сборной Пакистана стал чемпионом летних Азиатских игр в Джакарте.
В 1963 году получил правительственную награду Pride of Perfomance.
В 1964 году вошёл в состав сборной Пакистана по хоккею на траве на Олимпийских играх в Мельбурне и завоевал серебряную медаль. Играл на позиции защитника, провёл 7 матчей, забил 6 мячей (три в ворота сборной Кении, по одному — Японии, Зимбабве и Австралии).
В 1952—1964 годах провёл за сборную Пакистана 54 матча, забил 19 мячей.
По окончании игровой карьеры стал тренером. Тренировал сборную Пакистана по хоккею на траве на летних Олимпийских играх 1968 (золото), 1976 (бронза) и 1984 (золото) годов. В 1982 году выиграл во главе сборной чемпионат мира в Мумбаи. На этих четырёх турнирах пакистанцы проиграли только один матч — Австралии в полуфинале Олимпиады-76.
В течение 11 лет был секретарём Пакистанской федерации хоккея, 16 лет — секретарём Азиатской хоккейной федерации, в 1982—2011 годах — её вице-президентом. Также был председателем правления Международной федерации хоккея. В 1994 году руководил советом по правилам Международной федерации хоккея, став первым неевропейцем на этом посту.
Удостоен награды Азиатской хоккейной федерации за жизненные достижения.
Умер 8 декабря 2008 года в пакистанском городе Исламабад после продолжительной болезни.